# Куцый, Максим Васильевич
Максим Васильевич Куцый (укр. Максим Васильович Куций; род. 21 декабря 1982, Киев) — украинский предприниматель, председатель Одесской областной государственной администрации с 11 октября 2019 по 4 ноября 2020 года.

## Биография

### Образование
Окончил Лицей международных отношений № 51 (1990—2000), Национальную академию внутренних дел (2000—2004).

### Трудовая деятельность
Он работал в банковском и инвестиционном секторах.
С 2004 по 2005 год — в системе органов внутренних дел Голосеевского района города Киева.
С 2006 по 2007 год — в международной аудиторской компании «Baker TillyУкраина».
С 2007 по 2008 год — в международной аудиторской компании «Ernst & Young Global Limited».
С 2008 по 2014 год он занимал руководящие должности в структуре инвестиционно-промышленной группы «Евразия», «БТА Банк».
С 2015 года Куцый был директором ООО «Сервис и менеджмент».

### Личная жизнь
Женат, имеет сына.